# RIT (アルバム)
『RIT』は、アメリカ合衆国のフュージョン・ギタリスト、リー・リトナーが1981年に発表したスタジオ・アルバム。

## 背景
半数の曲が歌物という構成で、エリック・タッグが10曲中5曲でボーカルを務め、更にビル・チャンプリンも参加した。なお、タッグはオランダを拠点に活動していたアメリカ人ボーカリストで、リトナーはタッグのアルバム『スマイリン・メモリーズ』（1975年）でもギターを弾いている。
「スマイリン」は、スライ&ザ・ファミリー・ストーンのアルバム『暴動』（1971年）収録曲のカヴァーである。
リトナーは2015年のインタビューで、本作に関して「自分がプロデューサーであることを意識する転機になったと言える」と振り返っている。

## 反響・評価
本作はリトナーの作品の中でも特に商業的成功を収め、アメリカの総合アルバム・チャートBillboard 200では26位に達して、自身唯一の全米トップ40アルバムとなった。また、『ビルボード』のR&Bアルバム・チャートでは20位を記録した。本作からのシングル「イズ・イット・ユー」は、Billboard Hot 100で15位に達した。
第24回グラミー賞では、本作のB面が最優秀ポップ・インストゥルメンタル・パフォーマンス賞にノミネートされた。
ノルウェーではリトナー初のアルバム・チャート入りを果たし、合計9週トップ40入りして最高17位を記録した。日本のオリコンLPチャートでは、ソロ名義では4作目、「リー・リトナー&ジェントル・ソウツ」名義の作品も含めれば自身7作目のトップ100入りを果たし、最高41位を記録した。
Thom Jurekはオールミュージックにおいて5点満点中3点を付け「それといった特徴のないポップを収めた、単調で想像力を全く欠いた作品」と評している。

## 収録曲
特記なき楽曲はリー・リトナー作。5. 6. 7. 9. 10.はインストゥルメンタル。
1. ミスター・ブリーフケース - "Mr. Briefcase" (Eric Tagg) - 3:30
2. テル・ミー・プリティ・ライズ - "(Just) Tell Me Pretty Lies" (Lee Ritenour, E. Tagg) - 4:14
3. ノー・シンパシー - "No Sympathy" (L. Ritenour, E. Tagg) - 4:48
4. イズ・イット・ユー - "Is It You?" (L. Ritenour, E. Tagg, Bill Champlin) - 4:29
5. ドリームウォーク - "Dreamwalk" - 1:48
6. カウントダウン - "Countdown (Captain Fingers)" - 4:26
7. グッド・クエスチョン - "Good Question" - 3:43
8. スマイリン - "(You Caught Me) Smilin'" (Sylvester Stewart) - 4:08
9. オン・ザ・スロウ・グライド - "On the Slow Glide" - 4:12
10. ノー・シンパシー（リプリーズ） - "No Sympathy (Reprise)" - 1:54

## 参加ミュージシャン
- リー・リトナー - ギター、ギターシンセサイザー、ヴォコーダー
- エリック・タッグ（英語版） - ボーカル(on #1, #2, #3, #4, #8)
- ビル・チャンプリン - バッキング・ボーカル(on #3)、ボーカル(on #4, #8)
- デイヴィッド・フォスター - キーボード(on #1, #2, #3, #4, #7)、ストリングス・アレンジ(on #3)
- リチャード・ティー - キーボード(on #2, #4)
- グレッグ・マシソン - キーボード(on #3)
- ドン・グルーシン - キーボード(on #6, #9, #10)
- マイケル・ボディカー - シンセサイザー(on #2, #6)、キーボード(on #9)
- グレッグ・フィリンゲインズ - キーボード(on #8)
- デヴィッド・ハンゲイト - ベース(on #1, #3, #9)
- エイブラハム・ラボリエル - ベース(on #2, #4, #6, #9, #10)
- ジョン・ピアース - ベース(on #7)
- ルイス・ジョンソン - ベース(on #8)
- ジェフ・ポーカロ - ドラムス(on #1, #7)
- ハーヴィー・メイソン - ドラムス(on #2, #3, #4, #6, #8, #9)
- リック・シュロッサー - ドラムス(on #3)
- スティーヴ・フォアマン - パーカッション(on #2, #10)
- アレックス・アクーニャ - パーカッション(on #4, #10)
- パウリーニョ・ダ・コスタ - パーカッション(on #6)
- ジェリー・ヘイ - ホーン・アレンジ(on #2, #4, #8)
- ジョニー・マンデル - ストリングス・アレンジ(on #5)